# Parti d'entente populaire
Le Parti d'entente populaire, (PEP), est un parti politique haïtien fondé en 1959 par l'écrivain et homme politique Jacques Stéphen Alexis. Sous la dictature de François Duvalier, le PEP subira la répression et l'élimination physique de ses dirigeants et militants. 
En 1959, l'écrivain et homme politique de Gauche, Jacques Stéphen Alexis, rédigea le manifeste programme de la Seconde Indépendance qui fut publié clandestinement. Ce manifeste prit en compte le caractère semi-féodal et semi-colonial de la société haïtienne et prôna la révolution nationale démocratique et anti-impérialiste comme première phase vers le socialisme. Il fonda, la même année le PEP (Parti d'entente populaire), un parti politique de gauche proche des Communistes.
En 1960, sous prétexte d’activités communistes, dix-huit jeunes sont arrêtés, parmi eux, des écoliers et des étudiants. L’UNEH (l’Union Nationale des Étudiants Haïtiens) exige la libération de tous les jeunes et dans cette démarche, rencontre les ministres de l’Intérieur et de l’Éducation Nationale de l’époque. Rien n’y fait. Alors, les étudiants décident d'entrer en grève. Toutes les facultés appuient le mot d’ordre ainsi que les lycées. L’UNEH allait gagner la clandestinité où elle poursuivra son combat au milieu d’énormes difficultés. Beaucoup de ses membres deviendront plus tard des militants des partis révolutionnaires fondés aussi dans la clandestinité sous le régime des Duvalier ou peu avant. Notamment le PPLN (Parti populaire de libération nationale) et le PEP (Parti d’Entente Populaire).
En 1961, après un voyage en URSS, puis à Cuba, Jacques Stéphen Alexis est arrêté à Bombardopolis près du Môle-Saint-Nicolas par les Tontons macoutes. Emmené, il sera torturé puis assassiné par les hommes de main du dictateur François Duvalier.
En avril 1965, la situation en République dominicaine devient explosive. Caamano Deno prit les armes. Les forces américaines, en accord avec François Duvalier,  foulèrent le sol d'Haïti pour aider Rafael Leónidas Trujillo Molina à éliminer les rebelles en les prenant à revers. Le PEP et le PPLN mobilisèrent leurs bases militantes pour empêcher, ou du moins s'opposer sérieusement le passage des troupes américaines sur le territoire haïtien. Le régime de Duvalier accentua la répression contre ces deux mouvements politiques. Les chefs du PPLN (Jean-Jacques Dessalines Ambroise) et du PEP (Jacques Stephen Alexis) furent traqués, arrêtés et assassinés par les hommes de mains du régime, les Tontons macoutes.
En août 1965, après le démantèlement du Parti populaire de libération nationale (PPLN) et du PEP, les militants et adhérents rescapés de la répression s'unirent pour créer le Parti de l’union des démocrates haïtiens  (PUDA), composé des rescapés du PPLN et du PEP.
En 1969, le PUDA donnera naissance au Parti unifié des communistes haïtiens (PUCH).